# Zale franclemonti
Zale franclemonti là một loài bướm đêm trong họ Erebidae.